# Santanadactylus
Santanadactylus is een geslacht van uitgestorven pterosauriërs behorend tot de groep van de Pterodactyloidea, dat leefde tijdens het Vroeg-Krijt in het gebied van het huidige Brazilië.
Het geslacht werd in 1980 benoemd door de Nederlandse paleontoloog Paul de Buisonjé. De geslachtsnaam verwijst naar de Santanaformatie en verbindt de naam daarvan met het Klassiek Griekse daktylos, 'vinger', een gebruikelijk element in de namen van pterosauriërs vanwege hun vleugelvinger en het feit dat de eerste benoemde pterosauriër Pterodactylus was. De typesoort is Santanadactylus brasilensis. De soortaanduiding verwijst naar Brazilië.
Het fossiel, holotype UvA M 4894 (Geologisch Instituut Universiteit van Amsterdam) uit het Aptien, 115 miljoen jaar oud, bestaat uit een bovendeel, zeventien centimeter lang, van een rechteropperarmbeen en een os scapulacoracoide, een samengroeiing van schouderblad en ravenbeksbeen. Een ander fossiel, bestaande uit twee halswervels, werd als paratype ook voor de beschrijving gebruikt. Beide fossielen werden geconserveerd als kalknodules en bevonden zich in handen van particuliere verzamelaars. De Buisonjé kocht een partij van 25 kalkbollen, waarvan de meeste vissen bevatten en twee pterosauriërs. Het enige verband tussen het holotype en het paratype was dus dat ze beiden tegelijk werden aangekocht. Het holotype is van een volwassen exemplaar met een spanwijdte van zo'n vijf à zes meter.
In 1985 benoemde Peter Wellnhofer nog eens drie soorten: S. araripensis, holotype BSP 1982 I 89, de soortaanduiding verwijst naar het Araripe-plateau; S. pricei, holotype BSP 1980 I 122, een linkervleugel, waarvan de soortaanduiding Llewellyn Ivor Price eert en S. spixi, holotype BSP 1980 I 121, ook een linkervleugel, waarvan de soortaanduiding Johann Baptist von Spix eert.
Of al het materiaal werkelijk bij elkaar hoort, werd al snel betwijfeld. Santanadactylus is kenmerkend voor de beginfase van het pterosauriëronderzoek in Brazilië, toen geslachten werden opgericht op basis van minimaal materiaal. Toen veel betere skeletten opdoken, bleek het vaak onmogelijk om een eenduidige relatie vast te stellen. Het benoemen van de extra soorten door Wellnhofer was een poging om Santanadactylus het overkoepelende geslacht te maken, maar het holotype was daarvoor ongeschikt omdat het geen schedel bevatte, het onderdeel dat het meest onderscheidend is tussen de verschillende soorten. In 1989 oordeelde Christopher Bennett ook dat de te lange halswervels niets met het holotype van doen hadden en dat de andere soorten niet alleen bij andere geslachten hoorden maar zelfs bij ruimere of heel andere pterosauriërgroepen: zo zouden S. araripenis en S. pricei tot de Pteranodontidae behoren (Ornithocheiroidea in moderne zin) en S. spixi zelfs tot de Dsungaripteridae. In 1992 veranderde Alexander Kellner dat laatste in Tapejaridae. Kellner maakte van S. araripensis in 1990 Anhanguera araripensis; in de systematiek van André Veldmeijer uit 2003 is het een Coloborhynchus araripensis. Van S. pricei meende hij eerst dat het een synoniem was van Araripesaurus; later dat er niet meer van gezegd kan worden dan dat het een pterodactyloïde is die in een exacte kladistische analyse dicht bij Araripesaurus uitvalt. Naar S. spixi wordt tegenwoordig meest als 'Santanadactylus' spixi verwezen, met het geslacht tussen aanhalingstekens omdat het vrijwel zeker fout is; David Unwin zag het in 2003 als een soort van Tupuxuara.
Volgens Kellner bezit het holotype van Santanadactylus brasilensis maar één duidelijke autapomorfie, unieke eigenschap: het bovenste gedeelte van de deltopectorale kam op het onderarmbeen is aan de onderkant plat in plaats van gebogen. Hij meende echter wel dat Santanadactylus brasilensis vermoedelijk tot de Anhangueridae behoort maar ook daarvan was hij niet zeker. De Buisonjé had het geslacht nog in de Criorhynchidae geplaatst doch dat begrip wordt niet meer gebruikt; Wellhofer wees het toe aan de Ornithocheiridae. Kellner meende eerst dat vanwege het gebrek aan informatie volstaan moest worden met een algemeen Pterodactyloidea incertae sedis; later preciseerde hij dat tot een Pteranodontoidea sensu Kellner.
Als Santanadactylus werkelijk een aparte vorm betreft, verwant aan de Anhangueridae, was het vermoedelijk een grote viseter met specialisaties voor het zweven.